# Умео (аеропорт)
Аеропорт Умео (швед. Umeå Airport) (IATA: UME, ICAO: ESNU) розташований за 4 км на південь від Умео, Швеція.
Аеропорт Умео другий за пасажирообігом у Північній Швеції (Норрланд), і 7-й у Швеції (2011). D 2007 році пасажирообіг становив 810,704 людини.

## Історія
Аеропорт відкритий у травні 1962 року, проте перший політ було здійснено ще в 1961.

## Авіакомпанії та напрямки

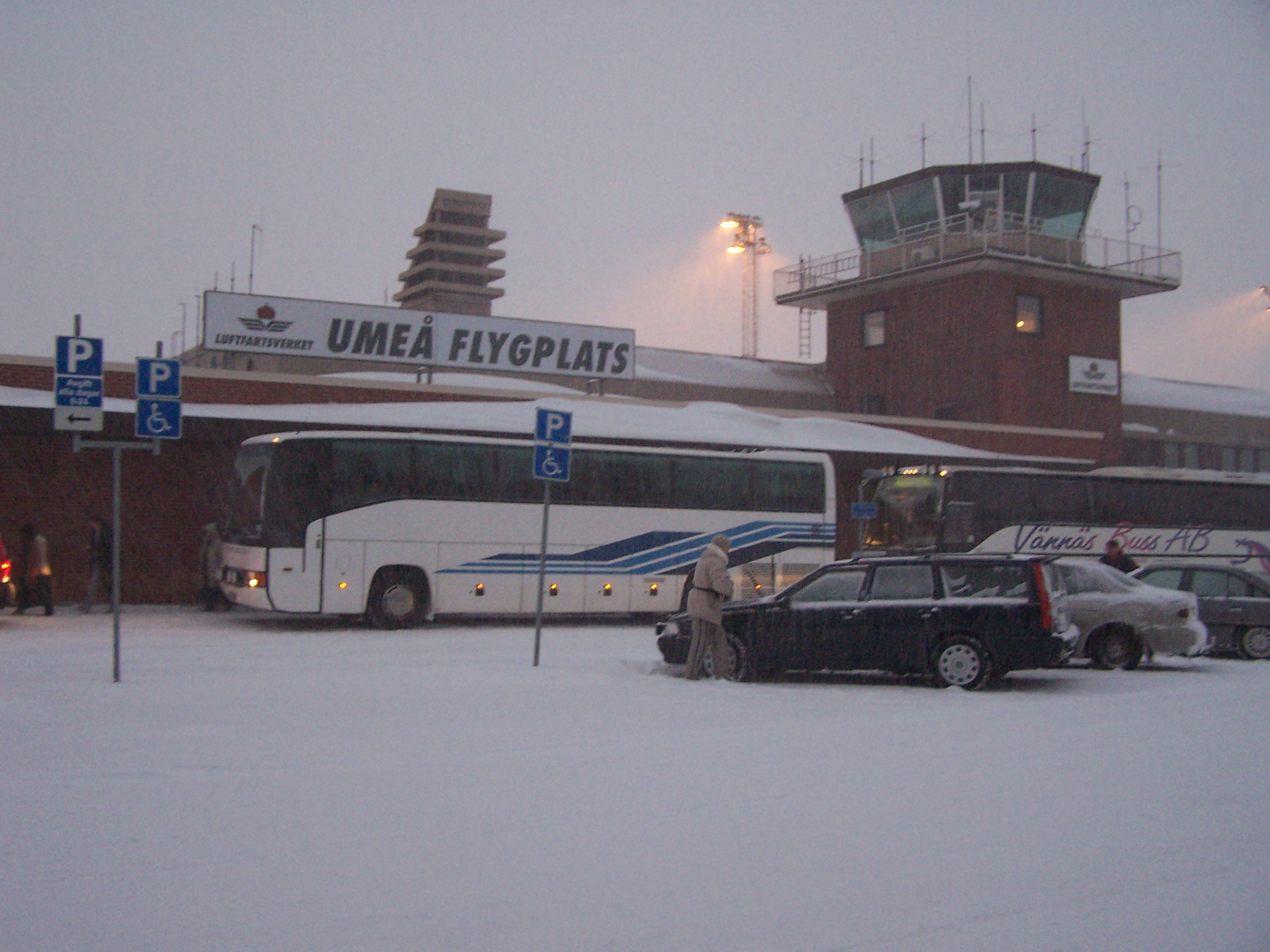
Аеропорт міста Умео

| Авіакомпанія                    | Пункт призначення                                  |
| ------------------------------- | -------------------------------------------------- |
| BRA Braathens Regional Airlines | Стокгольм-Бромма                                   |
| Direktflyg                      | Естерсунд                                          |
| Finnair                         | Гельсінкі, Вааса                                   |
| Germania                        | Сезонний чартер: Дюссельдорф                       |
| Norwegian Air Shuttle           | Стокгольм-Арланда Сезонний: Аліканте, Гран-Канарія |
| Scandinavian Airlines           | Стокгольм-Арланда, Кіруна Сезонний: Гетеборг       |

## Статистика
| Рік  | Пасажирообіг | Зміна  | Внутрішній | Зміна  | Міжнародний | Зміна   |
| ---- | ------------ | ------ | ---------- | ------ | ----------- | ------- |
| 2017 | 1,055,353    | ▼00.4% | 981,231    | ▼01.8% | 74,122      | ▲023.5% |
| 2016 | 1,059,194    | ▲01.0% | 999,183    | ▲08.4% | 60,011      | ▼020.5% |
| 2015 | 1,047,081    | ▲01.1% | 971,594    | ▲00.6% | 75,487      | ▲08.9%  |
| 2014 | 1,035,450    | ▲04.7% | 966,131    | ▲05.7% | 69,319      | ▼06.4%  |
| 2013 | 988,406      | ▲00.3% | 914,386    | ▼00.4% | 74,020      | ▲011.3% |
| 2012 | 984,771      |        | 918,275    |        | 66,496      |         |